# 胤禌
胤禌（1685年—1696年），清朝康熙帝的第十一子。胤禌生于康熙二十四年（1685年）五月初七，生母是郭络罗宜妃。康熙三十五年（1696年）七月廿五，胤禌病死，活了11岁，無谥号。

## 影視形象
- 只有在劇中提及，未現身。-宮鎖心玉